# Мцкерисцихе
Мцкерисцихе (груз. მწყერისციხე) — село в Грузии, на территории Зестафонского муниципалитета края (мхаре) Имеретия.

## География
Село находится в западной части Грузии, к западу от реки Боримела (левый приток Дзирулы), на расстоянии приблизительно 5 километров (по прямой) к юго-востоку от города Зестафони, административного центра муниципалитета. Абсолютная высота — 316 метров над уровнем моря.

## Население
По результатам официальной переписи населения 2014 года, в Мцкерисцихе проживало 43 человека (20 мужчин и 23 женщины). В национальной структуре населения грузины составляли 100 %.
| Год  | Население, человек |
| ---- | ------------------ |
| 2002 | 66                 |
| 2014 | ↘ 43               |